# Parochodaeus biarmatus
Parochodaeus biarmatus es una especie de coleóptero de la familia Ochodaeidae.

## Distribución geográfica
Habita en Kansas Nuevo México y Texas.